# Santa Rock
Santa Rock är en klippa i Sydgeorgien och Sydsandwichöarna (Storbritannien). Den ligger i den östra delen av Sydgeorgien och Sydsandwichöarna.
Terrängen runt Santa Rock är lite kuperad.  Det finns inga samhällen i närheten. 